# Aplexa
Die Gattung Aplexa ist die namengebende Gattung der Unterfamilie Aplexinae (in der Familie der Blasenschnecken (Physidae)), die zur Unterordnung der Wasserlungenschnecken (Basommatophora) gerechnet wird.

## Merkmale
Die linksgewundenen Gehäuse sind schlank, und das Gewinde ist deutlich höher als die Öffnung. Die Öffnung ist nicht aufgeblasen. Der Mantel hatte keine Mantelfortsätze wie die Gattung Physa. Fuß und Mantel des Tieres sind schwarz.

## Taxonomie
Das Taxon ist allgemein anerkannt. Die Anzahl der Arten innerhalb der Gattung ist noch unsicher. Vor allem afrikanische Arten, die unter diesem Gattungsnamen beschrieben worden sind, sind mittlerweile anderen Gattungen zugewiesen worden. In Mitteleuropa kommt nur die Moosblasenschnecke (Aplexa hypnorum) vor. Auswahl an Arten:
- Aplexa Fleming, 1820
  - Aplexa elongata (Say 1821)
  - Aplexa hypnorum (Linnaeus, 1758)
  - Aplexa aurantia (Carpenter, 1857)
  - Aplexa rivalis (Maton & Rackett, 1807)
  - †Aplexa subhypnorum (Gottschick, 1920), Miozän[2]
  - Aplexa turrita (O. F. Müller, 1774)